# Drayton Beauchamp
Drayton Beauchamp est une paroisse civile et un village du Buckinghamshire, en Angleterre.